# Jan Sałapatek
Jan Sałapatek, ps. „Orzeł” (ur. 2 maja 1923 w Jachówce, zm. 29 stycznia 1955 w Krakowie) – polski partyzant, żołnierz Armii Krajowej i Batalionów Chłopskich, uczestnik podziemia antykomunistycznego.

## Życiorys
Kształcił się w szkole powszechnej, pracował w rodzinnym gospodarstwie, pomagał także ojcu, który z zawodu był kowalem. W trakcie II wojny światowej zaangażował się w działalność partyzancką, dołączył do zorganizowanego w 1943 oddziału AK „Huta-Podgórze”. Później przeszedł do Batalionów Chłopskich w rodzinnej miejscowości. Zgodnie z wytycznymi przełożonych wstąpił do Milicji Obywatelskiej, z której po paru miesiącach został zwolniony po rozwiązaniu posterunku. W październiku 1945 ujawnił się jako kapral BCh odznaczony Brązowym Krzyżem Zasługi z Mieczami. Przez pewien czas kontynuował naukę.
W związku z zagrożeniem aresztowaniem powrócił do działalności konspiracyjnej. Od wiosny 1946 należał do oddziału partyzanckiego wchodzącego w skład Grupy Operacyjnej AK „Błyskawica”, używał pseudonimu „Orzeł”. Brał m.in. udział w rozbiciu posterunku MO w Suchej oraz w nieudanym ataku na posterunek tej służby w Sułkowicach. Po przekształceniach organizacyjnych był członkiem oddziału pod nazwą Grupa Operacyjna AK „Wolność”, którym kierował Stanisław Papierz (ps. „Sęp”). Po jego śmierci w październiku 1946 przejął dowództwo na tym oddziałem. Ujawnił się ponownie w związku z amnestią z 1947, wkrótce jednak powrócił do podziemia. Utworzył Grupę Operacyjną AK „Zorza”, niepodlegającą organizacyjnie innym strukturom. Jego oddział działał do 1955, głównie na obszarze powiatów wadowickiego i myślenickiego; przeprowadził około stu akcji wymierzonych w funkcjonariuszy oraz współpracowników aparatu komunistycznego.
Funkcjonariusze organów bezpieczeństwa publicznego organizowali nieudane obławy. Jana Sałapatka ujęto 18 stycznia 1955 na skutek prowokacji. Został wówczas uderzony w głowę, doznając pęknięcia czaszki. Zmarł 29 stycznia tegoż roku w szpitalu więziennym w Krakowie. Został potajemnie pochowany na cmentarzu Rakowickim. Jego szczątki odnaleziono w 2021 w trakcie prac poszukiwawczych prowadzonych przez Instytut Pamięci Narodowej. Pośmiertnie awansowany na podporucznika.
Postać Jana Sałapatka i jego działania stały się przedmiotem lokalnej legendy; zjawisku temu poświęcony został w 1996 krótkometrażowy film biograficzny Ballada o Sałapatku w reżyserii Jakuba Skoczenia.

## Odznaczenia
W 2023 prezydent RP Andrzej Duda odznaczył go pośmiertnie Krzyżem Wielkim Orderu Odrodzenia Polski.